# Gorytes fallax

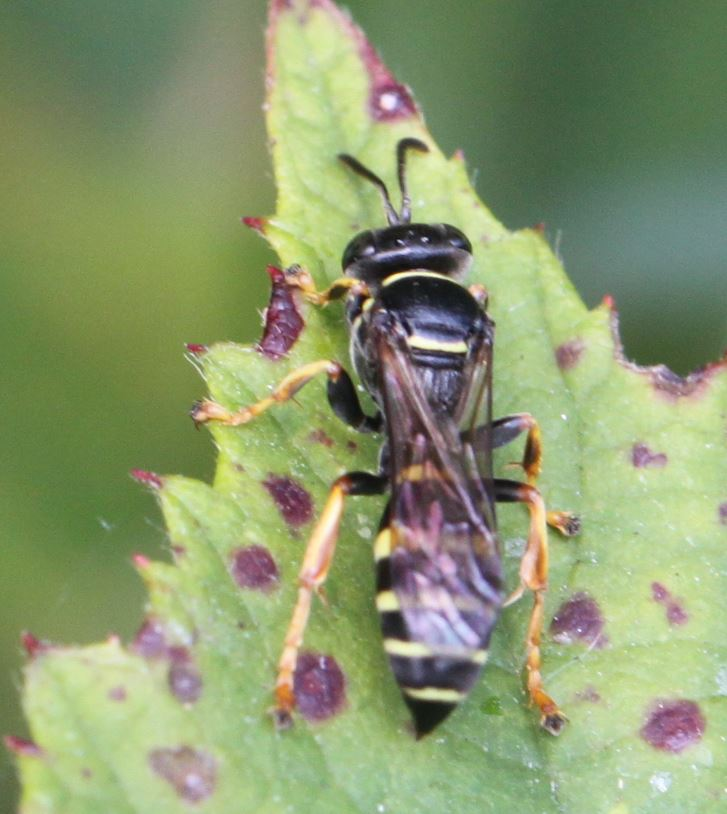

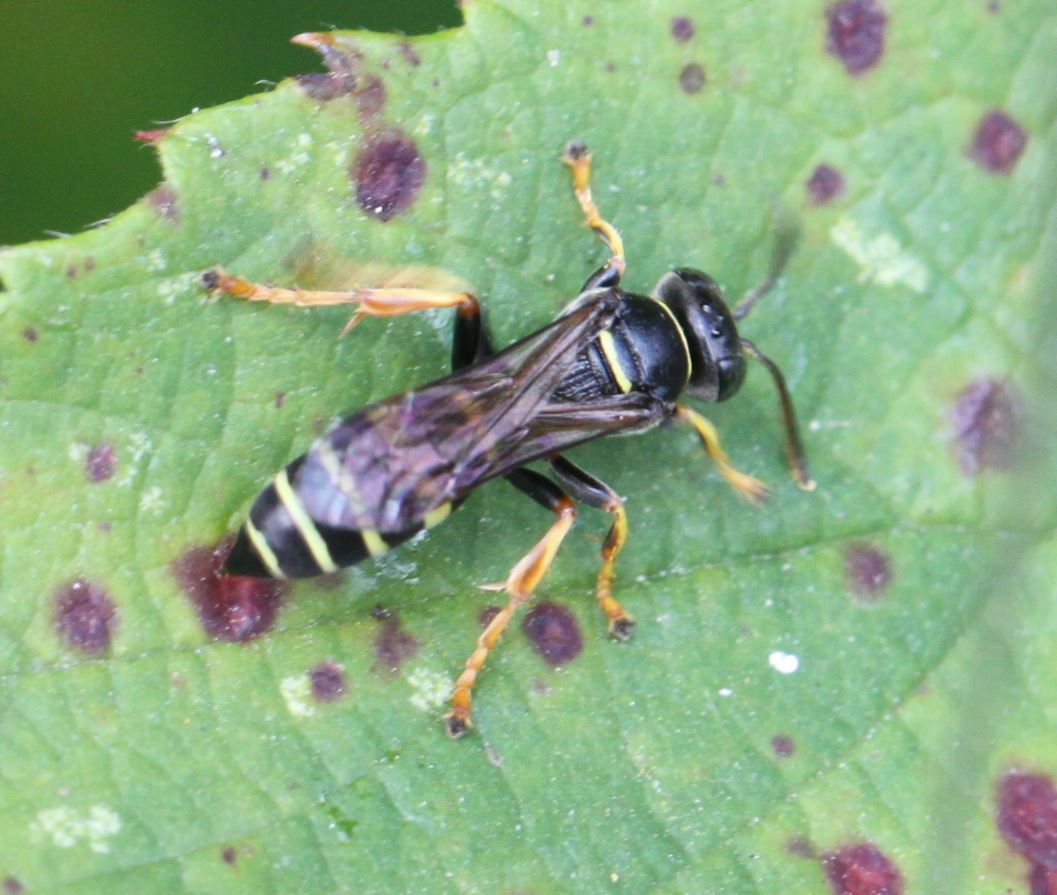

Gorytes fallax ist eine Grabwespe aus der Familie der Crabronidae. Die Art wurde von dem österreichischen Entomologen Anton Handlirsch im Jahr 1888 erstbeschrieben. Das lateinische Art-Epitheton fallax bedeutet „täuschend“ oder „falsch“.

## Merkmale
Die Wespen sind etwa 10–12 mm lang. Die Weibchen sind überwiegend schwarz gefärbt. Die Facettenaugen konvergieren nach unten. Das Labrum ist schwarz, der Clypeus gelb. Der innere Augenrand hat eine klare gelbe Linie, die sich bis zum Clypeus erstreckt. Diese Linie setzt sich oben bis zur halben Länge des gesamten inneren Augenrandes fort. Die Unterseite der Fühler ist rötlich. Das Pygidium ist zwischen den Vertiefungen fein gezeichnet. Die Skulptur des dorsalen Propodeums ist grob und netzartig. Die Femora sind mit Ausnahme der roten apikalen Enden gelb. Die gelb gefärbten Tibien weisen auf der Unterseite einen dunklen Fleck auf. Die Klauen der ansonsten gelben Tarsen sind verdunkelt. Die Vertiefungen auf der Frons sowie auf dem Mesonotum sind weniger stark ausgeprägt als bei Gorytes quinquefasciatus. Über den Hinterleib verlaufen 5 gelbe Querbinden. Der Vorderrand des Pronotums ist gelb. Über das Scutellum verläuft ein dicker gelber Querstrich.
Die Männchen haben eine ähnliche Färbung. Sie weisen deutliche Längsrunzeln auf dem Metanotum auf. Ferner ist der Hinterrand des Scutellums charakteristisch für die Art. Die Fühler der Männchen weisen auf den Geißelgliedern II–IV lange schmale schwarze Tyloide auf.

## Ähnliche Arten
Die heimischen Gorytes-Arten sehen sich sehr ähnlich.
- Gorytes quinquecinctus – die Männchen haben große ovale schwarze oder rötliche Tyloide an den Geißelgliedern I–VI[3]
- Gorytes quinquefasciatus – bei den Weibchen ist der gelbe Augenrandstrich wesentlich kürzer und reicht nicht bis zum Clypeus[3]

## Verbreitung
Gorytes fallax ist eine paläarktische Art. In Europa kommt sie hauptsächlich in Mitteleuropa sowie im zentralen und südlichen Osteuropa vor. Auf den Britischen Inseln und in Skandinavien fehlt die Art. Nach Osten erstreckt sich das Vorkommen bis in den Kaukasus, nach Kasachstan und Mittelsibirien (Altai, Irkutsk).

## Lebensweise
Gorytes fallax ist an trockenwarme Lebensräume, insbesondere mit Sand- oder Lößboden gebunden. Die Art ist in Deutschland recht selten und wird in der Vorwarnliste geführt. Die Imagines beobachtet man von Anfang Juni bis Ende August. Über die Lebensweise der Art ist wenig bekannt. Die Weibchen legen vermutlich ihre Bruthöhlen im Boden an. Als Proviant für ihre Brut erbeuten sie wahrscheinlich Zikaden. Genauere Informationen zum Beutespektrum fehlen.